# アンシェ・ヤケレン
アンシェ・ヤケレン（スウェーデン語: Antje Jackelén、1955年6月4日 - ）は、スウェーデンの聖職者。ルター派に属し、ウプサラ大監督およびのスウェーデン国教会の首席大監督（同輩中の首席）を務める。2013年10月15日に第70代ウプサラ大監督に選出され、2014年6月15日にウプサラ大聖堂において正式に礼拝を受け、着座した。12世紀以来スウェーデンでは初の外国出身大監督であり、初の女性大監督でもある。
ヤケレンは1980年にスウェーデン国教会の牧師に任命され、1999年にはルンド大学の神学博士号を取得した。2007年から2014年まではルンド監督を務めていた。

## 経歴
ヤケレンは1955年6月4日に、西ドイツのヘルデッケで生まれた。彼女はドイツのテュービンゲン大学やスウェーデンのウプサラ大学でルター派神学を学んでいる。1980年に聖職叙階。
1981年から1988年までティーレソー小教区（ストックホルム監督管区）で、1988年から1994年までゴードストンガ小教区（ルンド監督管区）で、1995年から1996年までルンド大聖堂で牧師を務めた。神学博士号取得後は、1999年から2001年までルンド大学で勤務し、2001年から2003年まではシカゴ・ルーテル神学校にて体系的神学・宗教学および科学分野の助教授を務めた。2003年からは准教授に昇進し、2007年までジゴン宗教・科学センターの理事もこなしている。
ヤケレンは2006年にルンド監督に選出され、翌年正式にクリスティーナ・オーデンバリの後継として着任した。オーデンバリとは異なり、ヤケレンは自らの着任を認めなかった牧師たちに対し、彼女が執り行う聖餐への出席を義務付けた。なお、オーデンバリはスウェーデン国教会における初の女性監督であり、ヤケレンは3人目に当たる。また、彼女は監督管区選出としては初の女性監督である。前任のオーデンバリ（1997年着任）や、元ストックホルム監督のキャロライン・クルーク（1998年着任）は、2000年にスウェーデン国教会が国家から分離する前の選出であるため、この2人はスウェーデン政府によって任命された女性監督となる。2007年4月15日、ウプサラ大監督のアンデシュ・ウェイリッドによって、ウプサラ大聖堂にてヤケレンはルンド監督に任命された。4月21日に行われたルンド大聖堂での礼拝を経て、監督管区に迎え入れられた。彼女は公式な座右の銘としてGud är större（神は偉大である）を選んだが、これは新約聖書における『ヨハネの第一の手紙』の一節（3:18–20）を参考にしたものである。この一文は、2011年に彼女が出版した教書の題名にもなっている。
ルンド監督として、ヤケレンは2010年のヴェステルイェートランド公爵夫人ヴィクトリア王太子とヴェステルイェートランド公爵ダニエル王子のロイヤル・ウェディングで司式者補佐を務めた。
彼女はまた、ルター派世界連盟におけるスウェーデン国教会代表も務めていた。

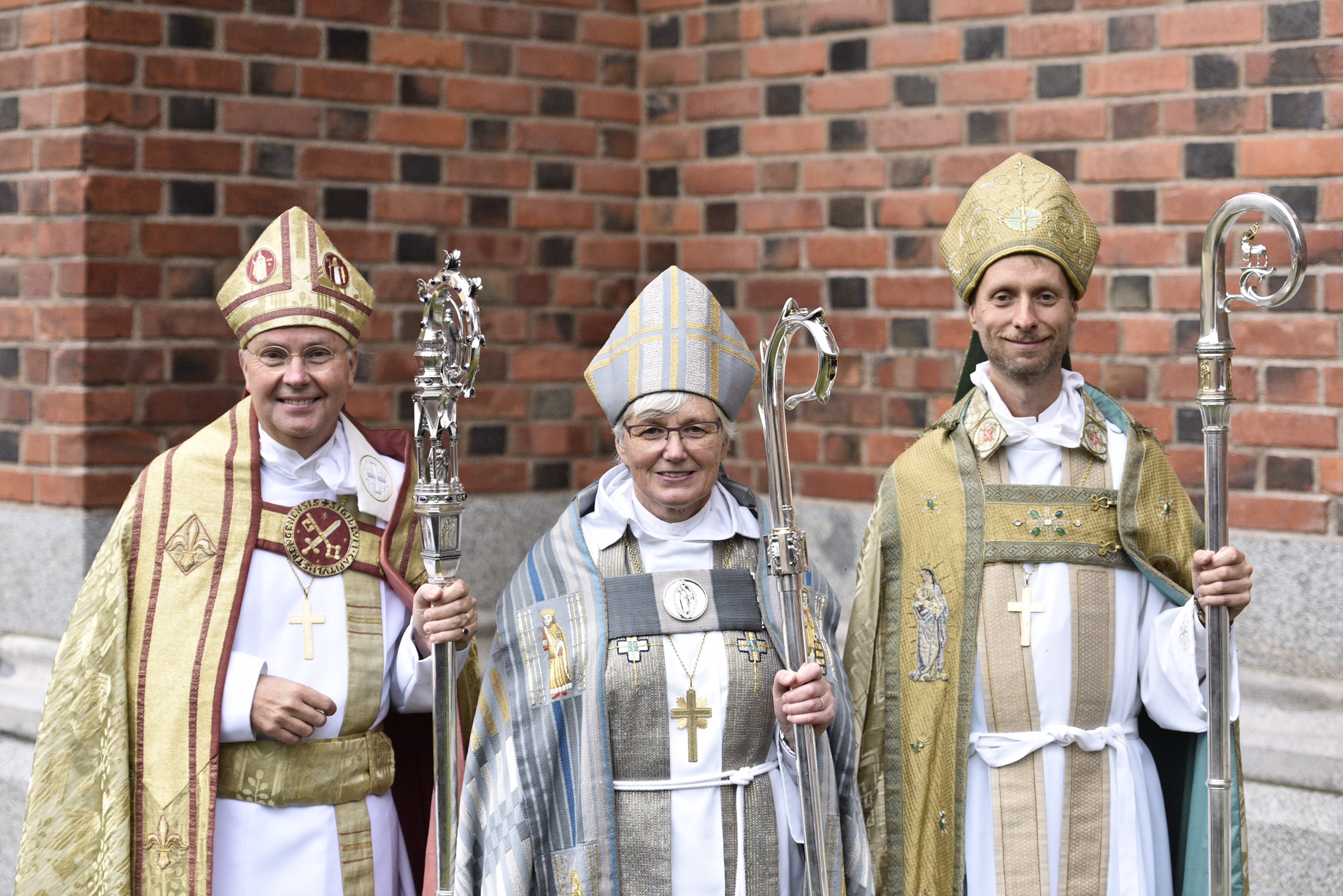
左からストレングネース監督ヨハン・ダルマン、ウプサラ大監督アンシェ・ヤケレン、ヴェステロース監督ミカエル・モグレン（2015年9月6日）

2013年10月15日にヤケレンはウプサラ大監督に選出された。2014年6月15日、スウェーデン国王カール16世グスタフと王妃シルヴィアの御前において、前任のウェイリッドから正式に大監督が引き継がれた。その年の3月、ヨハン・ツーベリが彼女の後任としてルンド監督に選出された。
2015年5月4日の月曜日、ヤケレンとローマ教皇フランシスコはローマで公式会見を行った。これにより、彼女はヴァチカンに歓迎された初の女性かつ大監督となった。彼女の教会と教皇の教会には非常に重要な違い（叙階や聖職者の立場、マリア神学や現代の諸課題に対する考え方など）があるものの、この会見でプロテスタント改革記念日に対する神学的対話や会派尊重の推進などを盛り込んだ文書の発表に至った。彼女はとりわけ進化や気候問題、科学と宗教間における対話、貧困層のケアや公的生活における教会の継続的な役割支持の必要性について、いくつかの取り決めを持った。
2016年10月から11月にかけ、宗教改革500周年記念を迎えて教皇がスウェーデンを訪問したが、その際再びヤケレンと面会している。

## 出版物
彼女の博士論文である「Zeit und Ewigkeit: die Frage der Zeit in Kirche, Naturwissenschaft und Theologie（時間と永遠：教会における時間の問題, 自然科学と神学）」（ルンド、1999）は、2002年に同じ題名でノイキルヒェナー出版社から刊行された。スウェーデン語への翻訳は2000年に行われており、英訳版は『Time & eternity: the question of time in church, science, and theology』として2005年に出版された。2003年に開かれた、宗教学および科学分野における著名な学者を特集したゴーシェン会議において、ヤケレンは講演を行っている。この時の議事録はパンドラ出版によって刊行された。

## 私生活

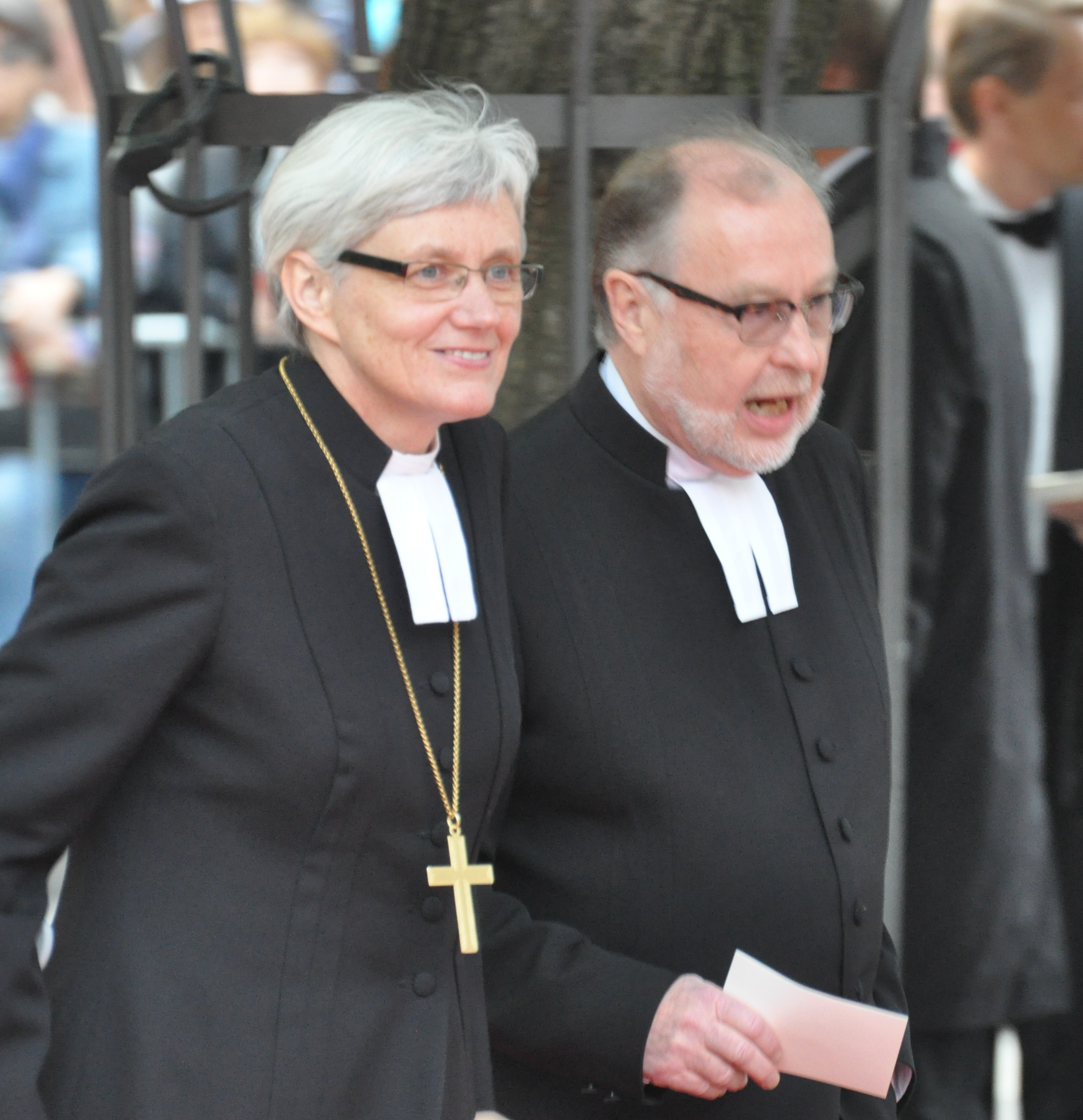
アンシェ・ヤケレンとハインツ・ヤケレン（2010年に行われた、ヴェステルイェートランド公爵夫人ヴィクトリア王太子とヴェステルイェートランド公爵ダニエル王子のロイヤル・ウェディングにて）

アンシェ・ヤケレンの夫であるハインツ・ヤケレンも彼女と同じくドイツ出身の元聖職者であり、かつては牧師を務めていた。二人の間には娘が二人おり、孫も数人いる。二人はウプサラ大学神学部の学部生時代に出会っており、1979年に結婚した。現在はウプサラにある大監督官邸で暮らしている。

## 神学的信条
ヤケレンは、自然科学と宗教信仰の相互関係や、現代社会における宗教の役割について取り上げたいくつかの研究を発表している。また、彼女は進化論を支持しており、神と進化の両方を信じることに矛盾を見出さない立場にある。
スウェーデンのキリスト教系新聞ダゲンにおけるインタビューにて、ヤケレンは聖母マリアによる処女懐胎について「独特さを説明するための神話学上の言葉です。処女懐胎を生物学上の問題として解釈する人は、その前提を完全に見落としています。」とする解釈を示した。彼女は後に、処女懐胎をありのまま厳密に解釈することも、科学的不可能性を根拠とする処女懐胎の否定も、処女懐胎を取り巻く神学的伝統を理解することができないとして、自己の考えが意図するところを強調している。
彼女はまた、教会における同性結婚を支持しており、スウェーデン政府に対しても同性結婚の容認を求めている

## 政治的信条
ヤケレンはスウェーデンの市民社会で国教会が果たす役割を強調し、公立学校での宗教的影響の排除は子供達の霊的発達を阻害する悪手であるとの信念から、教会における卒業式の挙行禁止に反対している。また、国教会の監督会議と協同して気候変動問題に言及し、温室効果ガスの削減目標を設定するよう国教会や政府関係者に呼びかけている。

## 栄典
2017年6月、ヤケレンの対話や協調に基づく人間的、神学的、社会的問題への世界教会主義による取り組みが評価され、イギリス国教会のカンタベリー大主教よりランベス十字エキュメニズム章が贈られた。